# إسلام نت
إسلام نت (بالإنجليزية: Islam Net)‏ هو منظمة إسلامية سنية في النرويج، أسسها الطالب الهندسي (من أصول باكستانية) فهد القرشي في عام 2008. وله فروع محلية في أوسلو وآكرشوس وترومسو وبودو.
سنة 2011، كان لدى المنظمة أكثر من 1400 عضو مدفوع، أغلبهم طلاب.

## الأنشطة
في عام 2010، أرسلت المنظمة حملات دعوية إلى نوركاب وفينماركسفيدا وهامرفست من أجل نشر رسالة الإسلام، وتصحيح الصور المغلوطة عنه، وقد اعتنق العديد من النرويجيين الإسلام.

## وصلات خارجية
- الموقع الرسمي